# 사에이드 에자톨라히
사에이드 에자톨라히 아파그(페르시아어:  سعید عزت‌اللهی آفاق, Saeid Ezatolahi Afagh, 1996년 10월 1일 ~ )는 이란의 축구 선수로, 현재 덴마크 수페르리가의 바일레 BK에서 미드필더로 뛰고있다.